# 애들린 그레이
애들린 마리아 그레이(영어: Adeline Maria Gray, 1991년 1월 15일~)는 미국의 레슬링 선수로 2020년 하계 올림픽 여자 헤비급에서 은메달을 획득했다. 또한 세계 레슬링 선수권 대회에서 6회 우승을 차지했으며 미국 레슬링 여자 선수 중 세계 선수권 대회 최다 우승 기록을 보유하고 있다.